# Halbgebänderter Plattschwanz
Der Halbgebänderte Plattschwanz (Laticauda semifasciata) zählt innerhalb der Familie der Giftnattern (Elapidae) und der Unterfamilie der Laticaudinae zur Gattung der Plattschwänze (Laticauda). Erstmals wissenschaftlich beschrieben wurde die Art im Jahre 1837 von dem deutschen Naturwissenschaftler Kaspar Reinwardt. Die Art kommt ausschließlich in Asien im warmen Westpazifik zwischen Papua, Singapur und dem südlichen Japan wie etwa Okinawa vor.

## Erscheinung
Der Halbgebänderte Plattschwanz besitzt einen eher kurzen Kopf mit verhältnismäßig gedrungenem Rumpf, das Schwanzende besteht überwiegend aus Haut, die flossenähnlich verbreitert ist und keine feste Stützstruktur wie ein Skelett besitzt. Der Magen ist verhältnismäßig groß angelegt. Schwarze und dunkelbraune Bänder verlaufen entlang des Körpers an der Seite, was zur Namensgebung geführt hatte.

## Lebensweise
Die Schlange bewohnt bevorzugt Korallenriffe in Küstennähe und brütet gerne in engen Spalten und Höhlen. Sie zeigt eine nachtaktive Lebensweise und ist untertags kaum anzutreffen. Da sie luftatmend ist, taucht sie mindestens alle sechs Stunden an die Oberfläche auf.
Für eine ausdauernde Verfolgung der bevorzugten Beute, kleinere Fische, ist der Plattschwanz zu langsam, daher lauert er versteckt in den Korallen. Es wurden schon Jagdverbände aus Plattschwänzen mit anderen Räubern wie Mulloidichthys martinicus und Caranx melampygus beobachtet, die gemeinsam Beutefische aus engen Riffstellen heraustrieben, vergleichbar mit Jagdstrategien mancher Muränen.

## Fortpflanzung und Wachstum
Beide Geschlechter werden ab etwa 70–80 cm Körperlänge fortpflanzungsfähig. Weibchen legen ihre Brut, meist bestehend aus 3–7 Eiern, an Land ab, wo diese nach weiteren 4–5 Monaten ausschlüpft.
Als ausgewachsene Exemplare erreichen sie Körperlängen von bis zu 170 cm.

## Gift
Halbgebänderte Plattschwänze sind überaus giftig, im Vergleich zu Kobragift ist das ihre etwa 10-mal stärker. Es kommt aber selten zu Attacken auf Menschen, da die Schlangen scheu sind und nur bei akuter Bedrohung beißen. Das Gift, Erabutoxin B, wirkt auf den nikotinischen Acetylcholinrezeptor in der Muskulatur und lähmt die Beute.